# Ортотеллурат натрия
Ортотеллурат натрия — неорганическое соединение, соль щелочного металла натрия и ортотеллуровой кислоты с формулой Na6TeO6, бесцветные (белые) кристаллы, растворимые в воде с гидролизом по аниону, образует кристаллогидрат.

## Получение
- Сплавление теллурита натрия с перекисью натрия:

{\displaystyle {\mathsf {2Na_{2}TeO_{3}+4Na_{2}O_{2}\ {\xrightarrow {700^{o}C}}\ 2Na_{6}TeO_{6}+O_{2}}}}
- Сплавление теллуровой кислоты и гидроокиси натрия:

{\displaystyle {\mathsf {H_{6}TeO_{6}+6NaOH\ {\xrightarrow {300^{o}C}}\ Na_{6}TeO_{6}+6H_{2}O}}}

## Физические свойства
Ортотеллурат натрия образует бесцветные (белые) кристаллы, хорошо растворимые в воде с частичным гидролизом по аниону.
Образует кристаллогидрат состава Na6TeO6•2H2O.

## Химические свойства
- Безводную соль получают сушкой кристаллогидрата в вакууме:

{\displaystyle {\mathsf {Na_{6}TeO_{6}\cdot 2H_{2}O\ {\xrightarrow {P_{2}O_{5}}}\ Na_{6}TeO_{6}+2H_{2}O}}}
- Во влажной атмосфере медленно разлагается:

{\displaystyle {\mathsf {Na_{6}TeO_{6}+4H_{2}O\ {\xrightarrow {\tau }}\ Na_{2}H_{4}TeO_{6}+4NaOH}}}
- Является окислителем:

{\displaystyle {\mathsf {Na_{6}TeO_{6}+8HCl\ {\xrightarrow {}}\ H_{2}TeO_{3}\downarrow +Cl_{2}\uparrow +4NaCl+3H_{2}O}}}